# Stalowowolski
Stalowowolski là một huyện thuộc tỉnh Podkarpackie của Ba Lan. Huyện có diện tích 832 km². Đến ngày 1 tháng 1 năm 2011, dân số của huyện là 107470 người và mật độ 129 người/km².